# Winnie Madikizela-Mandela Local Municipality
Winnie Madikizela-Mandela (englisch Winnie Madikizela-Mandela Local Municipality, ehemals Mbizana) ist eine Lokalgemeinde im Distrikt Alfred Nzo der südafrikanischen Provinz Ostkap. Der Sitz der Gemeindeverwaltung befindet sich in Bizana. Bürgermeisterin ist Daniswa Mafumbatha.
Am 1. Dezember 2020 wurde die Lokalgemeinde in Winnie Madikizela-Mandela Local Municipality in Gedenken an die hier geborene Winnie Madikizela-Mandela, Politikerin und langjährige Partnerin von Nelson Mandela, umbenannt. Der ehemalige Gemeindename Mbizana ist ein isiXhosa-Begriff für „kleiner Topf“. Die Küstenzone ist Teil der Wild Coast und der historischen Landschaft Pondoland.

## Städte und Orte
| - Baleni B - Bizana - Dindini B - Greenville - Isisele B - Izilangwe - Kopane B - Kopane E | - KwaNdela - Ludeke C - Ludeke Halt - Lukholo - Lurholweni B - Malongwana - Mathwebu - Mbobeni | - Mmangweni - Mnyaka - Mphetshwa B - Mqeni B - Mthayise - Mzamba - Ndwalaza - Ngcingo B | - Nkantolo - Nomlacu - Ntlakwe |

## Bevölkerung
Im Jahr 2011 hatte die Gemeinde 281.905 Einwohner. Davon waren 99,6 % schwarz. Erstsprache war zu 93,4 % isiXhosa, zu 1,9 % Englisch und zu 1,5 % isiZulu.

## Sehenswürdigkeiten
- Umtamvuna Nature Reserve, 3.247 ha
- Mbizana Nature Reserve
- OR Tambo Cultural Village
- OR Tambo Monument

## Persönlichkeiten
- Oliver Tambo (1917–1993), Anti-Apartheids-Politiker
- Winnie Madikizela-Mandela (1936–2018), Politikerin